# Buick Electra E5
La Buick Electra E5 è un'autovettura elettrica realizzata dalla casa automobilistica statunitense Buick dal marzo 2023, esclusivamente per il mercato cinese.

## Descrizione

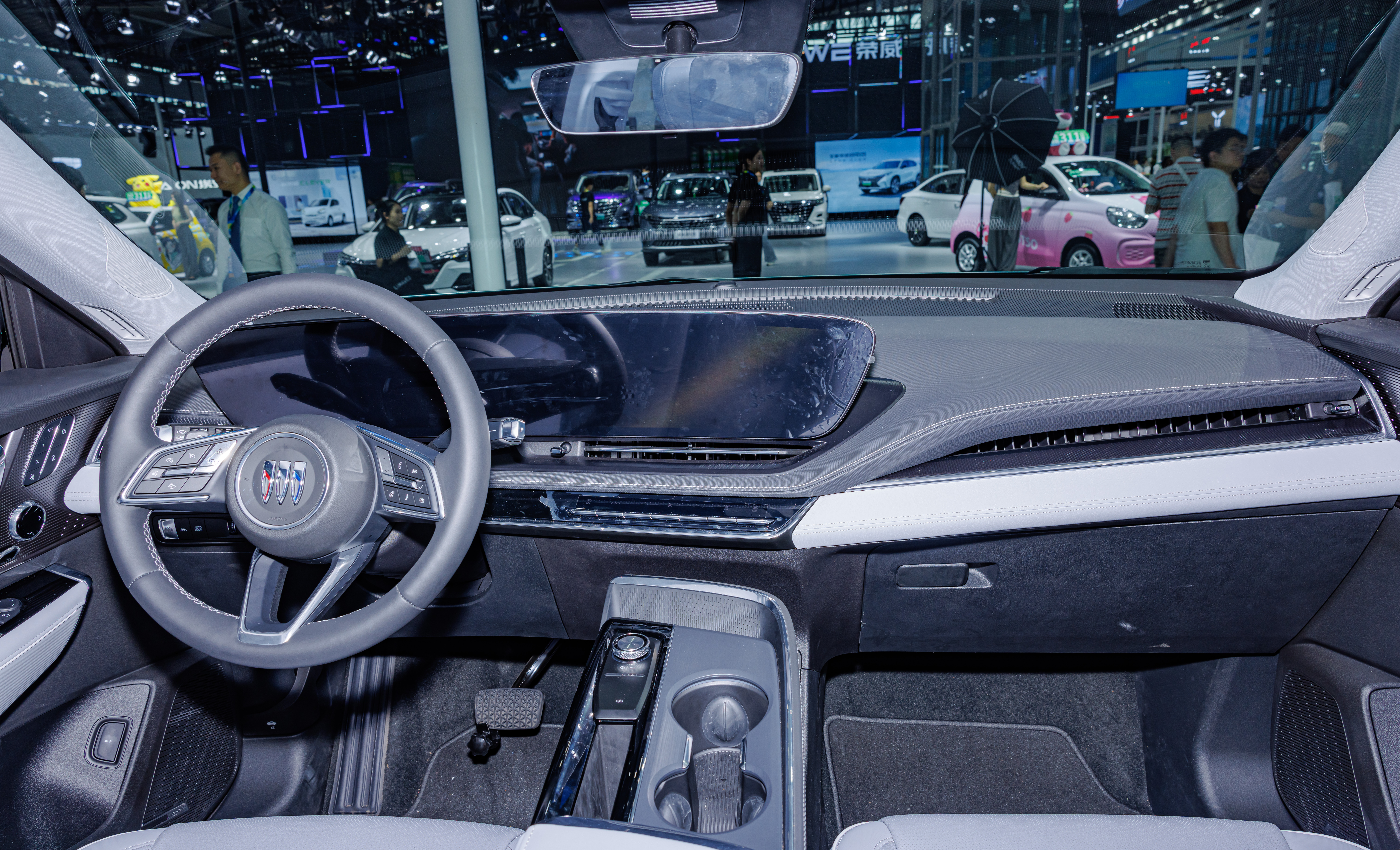
Interni

La Buick Electra E5 è il primo prodotto della famiglia di veicoli elettrici Buick Electra ed è stata presentata per la prima volta in pubblico nel 2023 al salone di Shanghai. Prodotta dalla joint venture SAIC-GM in Cina dalla prima metà del 2023, è dotato del sistema di batterie GM Ultium condivise con altri veicoli elettrici del gruppo GM.
La vettura riprende il nome già utilizzato dalla Buick Electra prodotta tra il 1959 e il 1990.